# Portrait de Teresa Sureda
Le portrait de Teresa Sureda (1804) est une huile sur toile de Francisco de Goya conservée à la galerie nationale d’art de Washington. Il constitue le pendant du portrait de Bartolomé Sureda, son mari.

## Contexte
Dans les années 1790, Francisco de Goya était devenu un peintre à la mode, dont les portraits étaient très demandés, tant par l’aristocratie que par la haute bourgeoisie madrilène. D’après Arte Historia, Bartolomé Sureda était un industriel majorquin, marié à Teresa de Sureda, couple avec qui le peintre était lié d’amitié. Il reçut une commande pour ce double portrait.

## Analyse

La toile de son mari fut peinte en même temps

À l’opposé des doubles portraits baroques où les modèles ont des poses similaires ou symétriques, Goya représente ici le mari et la femme dans des attitudes très différente. 
Son épouse est représentée assise, le corps de profil sur un fauteuil empire. Le mouvement est donné par la tête tournée vers le spectateur et reposant sa main droite sur le bras gauche, lui-même appuyé sur l’accoudoir. Le fond vert sombre, augmente le volume, à la mode du Titien ou du Tintoret.